# Парсейруш-де-Игрежа
Парсейруш-де-Игрежа (порт. Parceiros de Igreja) — район (фрегезия) в Португалии, входит в округ Сантарен. Является составной частью муниципалитета Торриш-Новаш. По старому административному делению входил в провинцию Рибатежу. Входит в экономико-статистический субрегион Медиу-Тежу, который входит в Центральный регион. Население составляет 985 человек на 2001 год. Занимает площадь 12,40 км².